# Odorrana nasica
Odorrana nasica es una especie de anfibio anuro de la familia Ranidae.

## Distribución geográfica yhábitat
Es endémica del centro de Vietnam, el centro-sur de Laos y el centro-este de Tailandia; quizá en zonas adyacentes de Birmania y del sur de China. Su rango altitudinal oscila entre 600 y 1500 m s. n. m..